# Canton de Nîmes-4
Le canton de Nîmes-4 est une division administrative du département du Gard, dans l’arrondissement de Nîmes.

## Histoire
Le canton de Nîmes-4 a été créé par décret du 23 juillet 1973.
Il a été modifié par décret du 20 janvier 1982 lors de la création du canton de Nîmes-6.
Un nouveau découpage territorial du Gard entre en vigueur à l'occasion des élections départementales de mars 2015, défini par le décret du 24 février 2014, en application des lois du 17 mai 2013 (loi organique 2013-402 et loi 2013-403). Les conseillers départementaux sont, à compter de ces élections, élus au scrutin majoritaire binominal mixte. Les électeurs de chaque canton élisent au Conseil départemental, nouvelle appellation du Conseil général, deux membres de sexe différent, qui se présentent en binôme de candidats. Les conseillers départementaux sont élus pour 6 ans au scrutin binominal majoritaire à deux tours, l'accès au second tour nécessitant 12,5 % des inscrits au 1er tour. En outre la totalité des conseillers départementaux est renouvelée. Ce nouveau mode de scrutin nécessite un redécoupage des cantons dont le nombre est divisé par deux avec arrondi à l'unité impaire supérieure si ce nombre n'est pas entier impair, assorti de conditions de seuils minimaux. Dans le Gard, le nombre de cantons passe ainsi de 46 à 23.
Le nouveau canton de Nîmes-4 est entièrement inclus dans l'arrondissement de Nîmes. Le bureau centralisateur est situé à Nîmes.

## Représentation

### Représentation avant 2015
| Période | Période | Identité          | Étiquette | Qualité                                                                                       |
| ------- | ------- | ----------------- | --------- | --------------------------------------------------------------------------------------------- |
| 1973    | 1998    | Antoine Castelnau | UDF-CDS   | Dirigeant d'une PME Adjoint au maire de Nîmes                                                 |
| 1998    | 2011    | Bernard Casaurang | PS        | Retraité Conseiller municipal de Nîmes 1er vice-président du conseil général (2004-2008)      |
| 2011    | 2015    | Laurent Burgoa    | UMP       | Chargé de mission Adjoint au maire de Nîmes depuis 2008 Elu en 2015 dans le Canton de Nîmes-3 |

Depuis 2012, le canton participe à l’élection du député de la sixième circonscription du Gard.

### Représentation après 2015
| Période élective | Période élective | Mandat | Mandat   | Identité                 | Nuance | Nuance | Qualité                                                                                          |
| ---------------- | ---------------- | ------ | -------- | ------------------------ | ------ | ------ | ------------------------------------------------------------------------------------------------ |
| 2015             | 2021             | 2015   | 2021     | Véronique Gardeur-Bancel |        | LR     | Infirmière libérale Adjointe au maire de Nîmes depuis 2014                                       |
| 2015             | 2021             | 2015   | 2021     | Richard Tiberino         |        | LR     | Photographe Adjoint au maire de Nîmes Ancien conseiller général du Canton de Nîmes-6 (2001-2008) |
| 2021             | 2028             | 2021   | en cours | Véronique Gardeur-Bancel |        | LR     | Conseillère sortante                                                                             |
| 2021             | 2028             | 2021   | en cours | Richard Tiberino         |        | LR     | Conseiller sortant                                                                               |

### Résultats détaillés

#### Élections de mars 2015
À l'issue du 1er tour des élections départementales de 2015, deux binômes sont en ballottage : Bernard Monreal et Chantal Renoir (FN, 30,85 %) et Véronique Gardeur-Bancel et Richard Tiberino (Union de la Droite, 30,68 %). Le taux de participation est de 46,54 % (9 016 votants sur 19 374 inscrits) contre 53,96 % au niveau départementalet 50,17 % au niveau national.
Au second tour, Véronique Gardeur-Bancel et Richard Tiberino (Union de la Droite) sont élus avec 63,78 % des suffrages exprimés et un taux de participation de 46,69 % (5 183 voix pour 9 048 votants et 19 377 inscrits).

#### Élections de juin 2021
Le premier tour des élections départementales de 2021 est marqué par un très faible taux de participation (33,26 % au niveau national). Dans le canton de Nîmes-4, ce taux de participation est de 22,38 % (4 505 votants sur 20 129 inscrits) contre 33,46 % au niveau départemental. À l'issue de ce premier tour, deux binômes sont en ballottage : Fatima El Hadi et François Seguy (Union à gauche avec des écologistes, 33,79 %) et Véronique Gardeur-Bancel et Richard Tiberino (LR, 31,36 %).
Le second tour des élections est marqué une nouvelle fois par une abstention massive équivalente au premier tour. Les taux de participation sont de 34,36 % au niveau national, 34,93 % dans le département et 24,24 % dans le canton de Nîmes-4. Véronique Gardeur-Bancel et Richard Tiberino (LR) sont élus avec 54,63 % des suffrages exprimés (2 432 voix pour 4 883 votants et 20 144 inscrits),,. 

## Composition

### Composition avant 2015

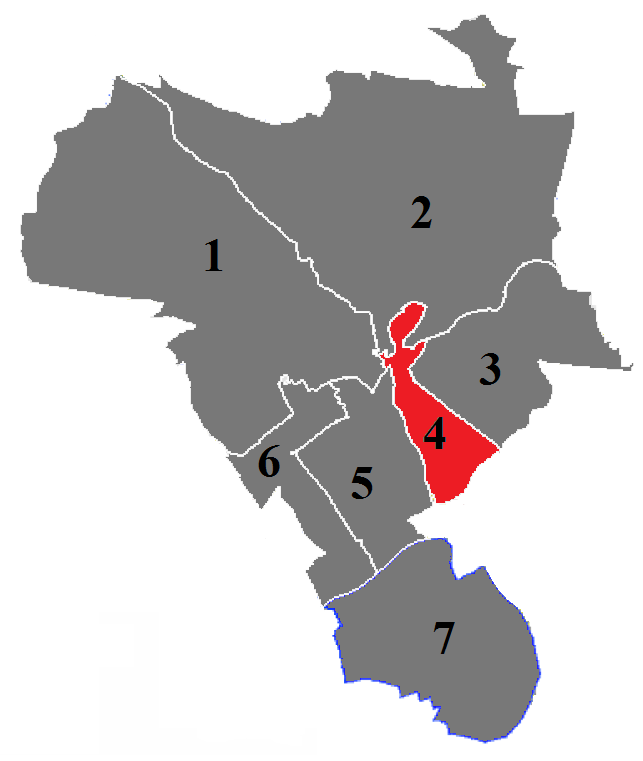
Situation du canton de Nîmes-4 dans la ville de 1982 à 2015.

Lors de sa création, le canton de Nîmes-IV comprenait :
- les communes de Caissargues et de Garons,
- la portion de territoire de la ville de Nîmes déterminée par l'axe des voies ci-après : chemin départemental n° 42, route de Saint-Gilles, rue du Planas, place du Planas, rue Briçonnet, boulevard des Arènes (à l'Ouest de celles-ci), rue Saint-Antoine, rue de l'Étoile, rue de la Madeleine, place aux Herbes, rue des Marchands, rue de la Trésorerie, rue Dorée, Grand-Rue, rue Poise, rue Trélys, place du Temple, rue Ch.-Babut, place du Château, boulevard Gambetta, rue Rangueil, rue de la Crucimèle, rue Bonfa, rue Edmond-Rostand, voie ferrée Nîmes-Alès, rue Vincent-Faïta, place Jean-Robert, rue de l'Écluse, plan Vacher, rue de Beaucaire, rue Notre-Dame, rue Pierre-Semard, boulevard Talabot, avenue Général-Leclerc, route nationale n° 113 et limites des communes de Nîmes et de Gaissargues.

Son territoire est réduit par décret du 20 janvier 1982 ; il est alors composé de la seule portion de territoire de la ville de Nîmes déterminée par l'axe des voies ci-après : chemin départemental 42, route de Saint-Gilles, rue du Planas (jusqu'à la place du Planas), rue Briçonnet, boulevard des Arènes (à l'Ouest des arènes), rue Saint-Antoine, rue de l'Étoile, rue de la Madeleine (jusqu'à la place aux Herbes), rue des Marchands, rue de la Trésorerie, rue Dorée, Grand-Rue, rue Poise, rue Trélys (jusqu'à la place du Temple), rue Ch.-Babut (jusqu'à la place du Château), boulevard Gambetta, rue Rangueil, rue de la Grucimèle, rue Bonfa, rue Edmond-Rostand ; par la voie ferrée Nîmes-Alès et par l'axe des voies suivantes : rue Vincent-Faïta (jusqu'à la place Jean-Robert), rue de l'Écluse, plan Vacher, rue de Beaucaire, rue Notre-Dame, rue Pierre-Semard, boulevard Talabot, avenue du Général-Leclerc, route nationale 113, et par les limites des communes de Nîmes et de Caissargues.
De 1982 à 2015, il incluait les quartiers suivants :
- Écusson (partie sud) ;
- Les Arènes ;
- Feuchères ;
- Mont Duplan ;
- Hoche-Sernam ;
- Gare ;
- Le Creux des Canards ;
- La Tour-l’Évêque ;
- Les Marronniers ;
- Cité des Espagnols.

### Composition à partir de 2015
| Nom                           | Code Insee | Intercommunalité   | Superficie (km2) | Population (dernière pop. légale)                 | Densité (hab./km2) | Modifier                                    |
| ----------------------------- | ---------- | ------------------ | ---------------- | ------------------------------------------------- | ------------------ | ------------------------------------------- |
| Nîmes (bureau centralisateur) | 30189      | CA Nîmes Métropole | 161,85           | Fraction : 37 253 (2022) Commune : 150 444 (2022) | 930                | modifier les données · modifier les données |
| Canton de Nîmes-4             | 3013       |                    |                  | 37 253 (2022)                                     |                    | modifier les données                        |

Le nouveau canton de Nîmes-4 comprend les parties de la commune de Nîmes situées :
1. Au sud et à l'ouest d'une ligne définie par l'axe des voies et limites suivantes : depuis la limite territoriale de la commune de Caveirac, chemin de Cante-Perdrix prolongé en ligne droite jusqu'au chemin Jules-Lissajous et à la rue Louis-Proust, rue de l'Avocette, traverse de Tadorne, rue Vatel, avenue Kennedy, rue du Professeur-Robert-Debré, rue de la Chaufferie, boulevard des Français-Libres, chemin de Valdegour, rue Archimède, rue Max-Raphel, rue Guy-Arnaud, impasse Archimède, rue Archimède, rue Galilée, rue Thalès, place Thalès, rue Thalès, rue Gilles-Roberval, avenue Kennedy, rue de Verdun, place Séverine, rue François-Ier, rue Henri-Bataille, place Hubert-Rouger, rue du Mail, place Montcalm, rue de la République, rue Ruffi, boulevard du Sergent-Triaire, rue André-Simon, avenue Pierre-Gamel, boulevard du Président-Salvador-Allende, chemin bas du Mas-de-Boudan, autoroute A 9, avenue François-Mitterrand, rond-point de la Première-Division-Française-Libre, route départementale 42, jusqu'à la limite territoriale de la commune de Caissargues ;
2. Au nord de la route départementale 135, depuis la limite territoriale de la commune de Milhaud jusqu'à la limite territoriale de la commune de Caissargues

## Démographie

### Démographie avant 2015
| 1975 | 1982 | 1990   | 1999   | 2006   | 2011   | 2012   |
| ---- | ---- | ------ | ------ | ------ | ------ | ------ |
| -    | -    | 17 543 | 16 575 | 17 867 | 18 512 | 18 898 |

### Démographie depuis 2015
En 2022, le canton comptait 37 253 habitants, en évolution de −3,15 % par rapport à 2016 (Gard : +2,97 %, France hors Mayotte : +2,11 %).
| 2013   | 2018   | 2022   |
| ------ | ------ | ------ |
| 38 755 | 37 921 | 37 253 |

## Patrimoine

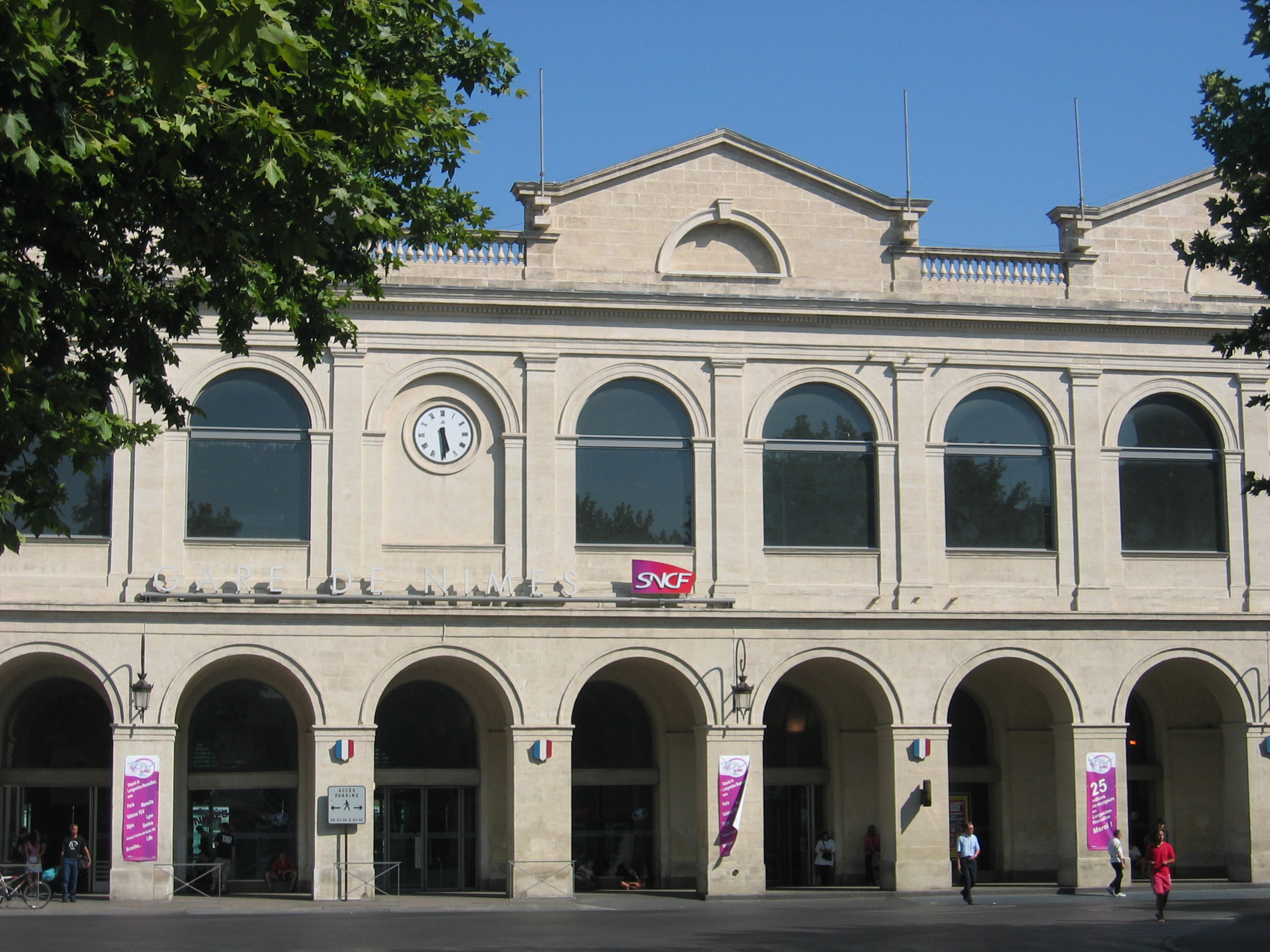
La gare de Nîmes
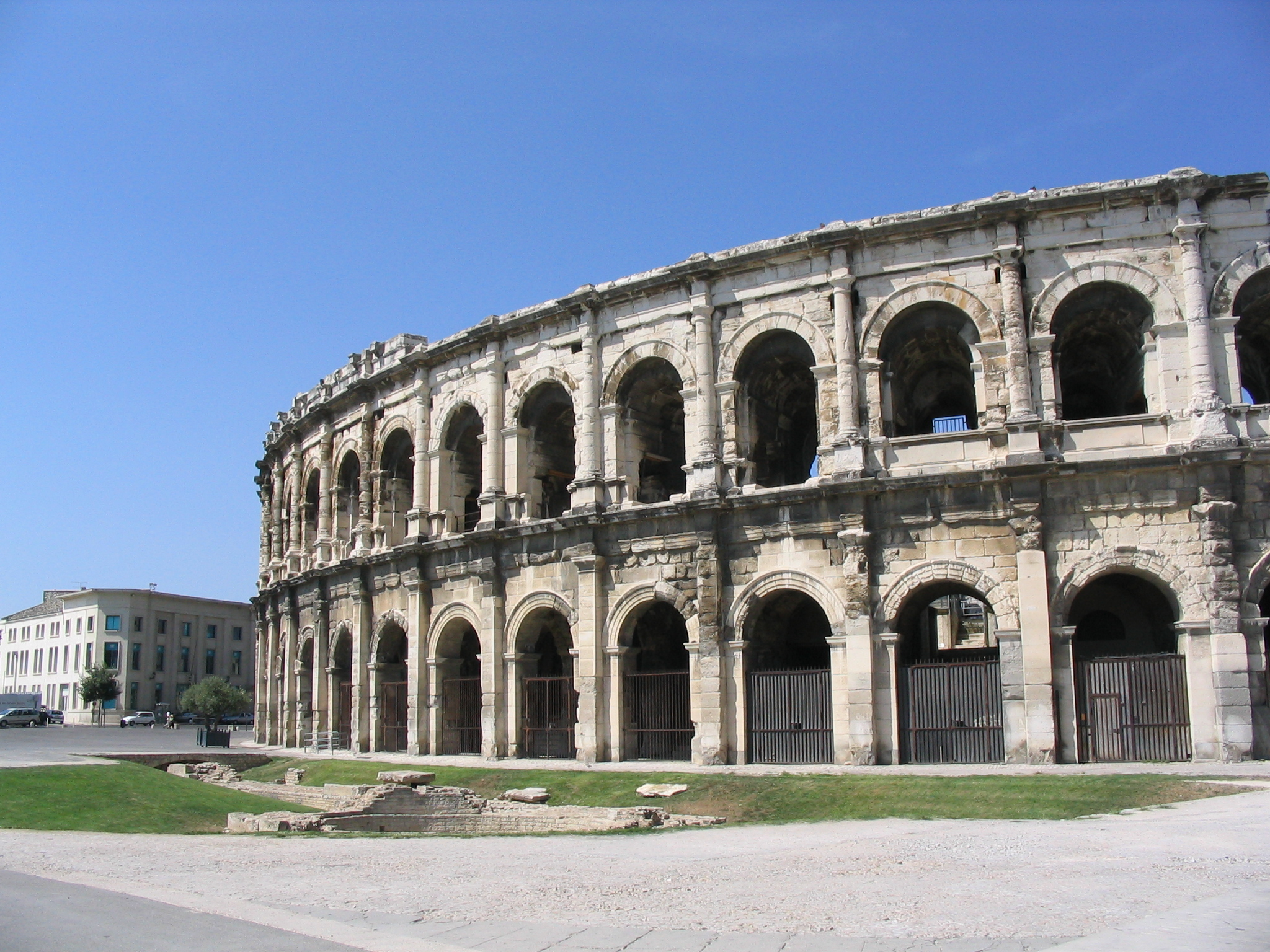
Les arènes de Nîmes